# Longyan
Longyan léase Long-Yán (en chino, 龙岩; pinyin, Lóngyán; literalmente, ‘la roca del dragón’) es una ciudad-prefectura en la provincia de Fujian, República Popular de China. La ciudad está situada en la parte superior de los ríos Jiulong y Ting. Limita al norte con Sanming, al sur con Zhangzhou, al suroeste con Meizhou y al este con Quanzhou. Su área es de 19 069 km² y su población para 2008 fue de 2,78 millones
A la ciudad se le conoce como la casa de los Hakka teniendo el 75% de su población.

## Administración
La ciudad prefectura de Longyan se divide en 1 distrito (qu), 1 municipio (shi) y 5 condados (xian):
- Chángtīng Xiàn 393,390
- Liánchéng Xiàn 248,645
- Shàngháng Xiàn 374,047
- Wŭpíng Xiàn 278,182
- Xīnluó Qū 662,429
- Yŏngdìng Qū 362,658
- Zhāngpíng Shì 240,194

## Historia
En el año 736 durante la dinastía Tang, la prefectura Tingzhou (汀州府) se estableció, en lo que hoy es el condado de Changting (长汀县) y administraba los condados de Changting, Huanglian y Xinluo. Seis años más tarde Xinluo fue nombrado a Longyán, por una caverna famosa cercana, llamada la roca del dragón (龙岩).
Debido a los conflictos antiguos en el centro de China y la agresión de las tribus del norte, muchas personas Han se vieron ser desplazadas de China central a Longyan.
En el año 1734, el área fue designada a prefectura Longyán por la corte imperial. En 1913, volvió a su antiguo nombre condado de Longyan y en 1981, la ciudad de Longyan fue establecida.

## Geografía y clima
Longyan está más arriba de la unión de los ríos Jiulong y Ting, al norte está Sanming, al sur Guangdong, al este Quanzhou y al oeste Jiangxi.
La ciudad tiene un monzón influenciado por el clima subtropical húmedo con inviernos cortos y veranos calientes y húmedos. Enero es el mes más frío con 11 °C y julio el más caliente con 27 °C
| Parámetros climáticos promedio de Longyan               | Parámetros climáticos promedio de Longyan | Parámetros climáticos promedio de Longyan | Parámetros climáticos promedio de Longyan | Parámetros climáticos promedio de Longyan | Parámetros climáticos promedio de Longyan | Parámetros climáticos promedio de Longyan | Parámetros climáticos promedio de Longyan | Parámetros climáticos promedio de Longyan | Parámetros climáticos promedio de Longyan | Parámetros climáticos promedio de Longyan | Parámetros climáticos promedio de Longyan | Parámetros climáticos promedio de Longyan | Parámetros climáticos promedio de Longyan |
| Mes                                                     | Ene.                                      | Feb.                                      | Mar.                                      | Abr.                                      | May.                                      | Jun.                                      | Jul.                                      | Ago.                                      | Sep.                                      | Oct.                                      | Nov.                                      | Dic.                                      | Anual                                     |
| ------------------------------------------------------- | ----------------------------------------- | ----------------------------------------- | ----------------------------------------- | ----------------------------------------- | ----------------------------------------- | ----------------------------------------- | ----------------------------------------- | ----------------------------------------- | ----------------------------------------- | ----------------------------------------- | ----------------------------------------- | ----------------------------------------- | ----------------------------------------- |
| Temp. máx. media (°C)                                   | 16.7                                      | 17.8                                      | 21.7                                      | 25                                        | 28.3                                      | 30                                        | 33.3                                      | 32.8                                      | 31.1                                      | 27.2                                      | 22.8                                      | 19.4                                      | 25.5                                      |
| Temp. mín. media (°C)                                   | 5.6                                       | 8.3                                       | 12.8                                      | 16.1                                      | 20                                        | 22.2                                      | 22.8                                      | 22.8                                      | 21.7                                      | 16.1                                      | 12.2                                      | 8.3                                       | 15.7                                      |
| Precipitación total (mm)                                | 52.9                                      | 110.3                                     | 199.3                                     | 229.9                                     | 286.5                                     | 274.1                                     | 125.2                                     | 172.6                                     | 134.6                                     | 52.6                                      | 46.3                                      | 34.0                                      | 1718.3                                    |
| Días de precipitaciones (≥ 0.1 mm)                      | 9.5                                       | 14.7                                      | 17.5                                      | 18.1                                      | 21.1                                      | 17.8                                      | 15.2                                      | 15.7                                      | 13.9                                      | 7.4                                       | 5.9                                       | 6.1                                       | 162.9                                     |
| Fuente n.º 1: Weatherbase (Temperatures)                |                                           |                                           |                                           |                                           |                                           |                                           |                                           |                                           |                                           |                                           |                                           |                                           |                                           |
| Fuente n.º 2: Weather.com.cn (Precipitation, 1971–2000) |                                           |                                           |                                           |                                           |                                           |                                           |                                           |                                           |                                           |                                           |                                           |                                           |                                           |

## Economía
Longyan sirve como un centro estratégico para la distribución de mercancías a Xiamen, Quanzhou y Zhangzhou. También actúa como una puerta de entrada para el comercio con la provincia de Guangdong y Jiangxi. Es la principal conexión entre el interior y la zona costera.
Longyan es rica en recursos naturales como en los depósitos de minerales importantes y zonas forestales. El negocio del tabaco es un importante en la economía local. El fabricante de equipos de construcción más grande es Lonking Holdings (中国龙工控股有限公司) con sede en esta ciudad.

## Aeropuerto
El aeropuerto de la ciudad es el Longyan Guanzhishan (龙岩冠豸山机场), localizado en el condado de Liancheng (连城县), fue inaugurado el 25 de abril de 2004 sirviendo a militares y civiles, con capacidad para 140.000 pasajeros y  800 toneladas de carga.

## Personas
- Lin Dan.
- Chen Hong.